# Saint-Denis-de-Mailloc
Saint-Denis-de-Mailloc är en kommun i departementet Calvados i regionen Normandie i norra Frankrike. Kommunen ligger i kantonen Orbec som ligger i arrondissementet Lisieux. År 2022 hade Saint-Denis-de-Mailloc 301 invånare.

## Befolkningsutveckling
Antalet invånare i kommunen Saint-Denis-de-Mailloc
Referens:INSEE